# Gebesee
Gebesee település Németországban, azon belül Türingiában. Lakosainak száma 2187 fő (2023. december 31.).

## Népesség
A település népességének változása:
| Lakosok száma | 2161 | 2129 | 2141 | 2105 | 2168 | 2187 |
|               | 2010 | 2017 | 2019 | 2021 | 2022 | 2023 |